# Día del joven combatiente

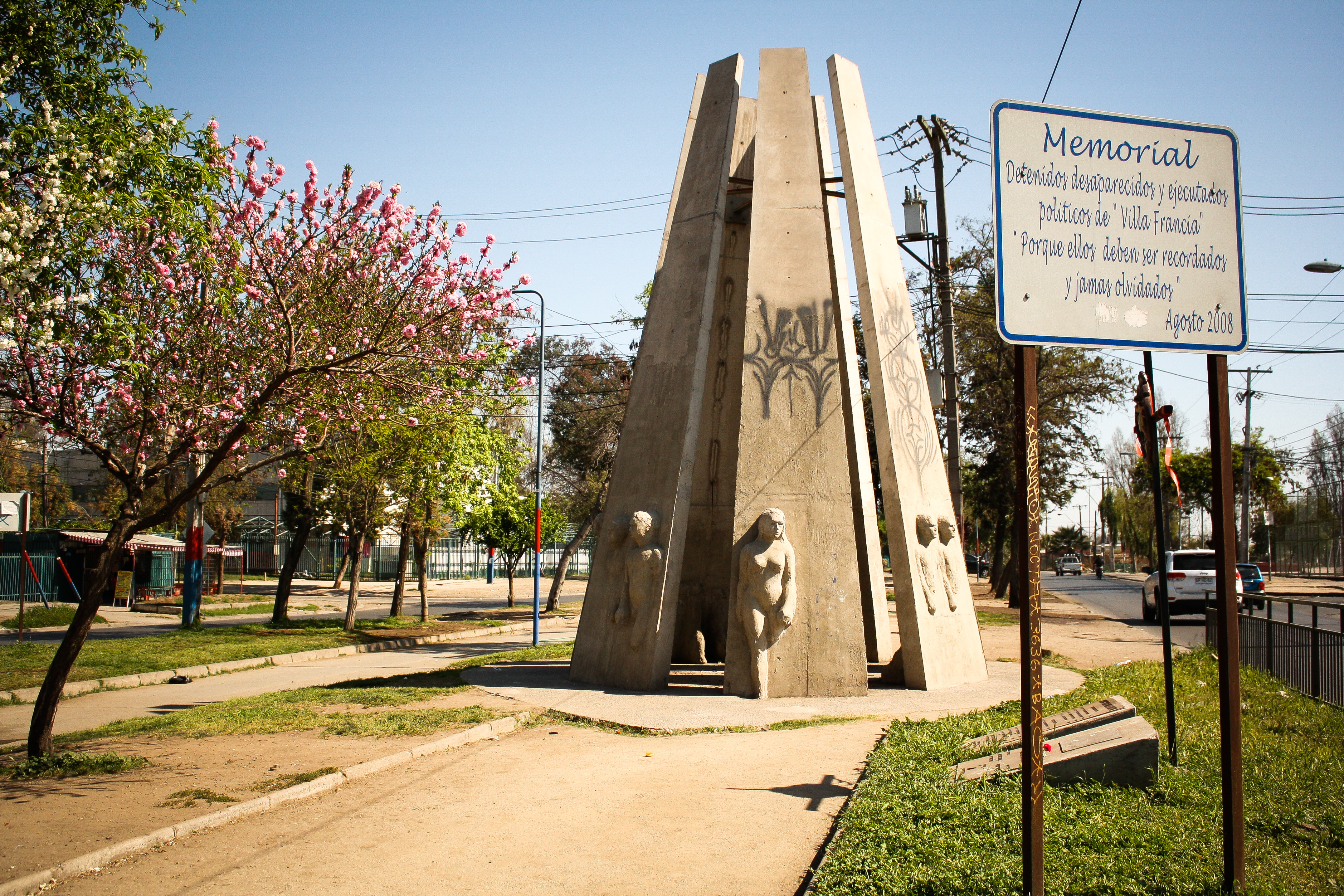
Memorial de Villa Francia, Estación Central

El Día del joven combatiente es la denominación con que se conmemora en Chile el asesinato de los hermanos Eduardo (20 años) y Rafael (18) Vergara Toledo, militantes del Movimiento de Izquierda Revolucionaria (MIR), por Carabineros de Chile en la comuna de Estación Central el viernes 29 de marzo de 1985, durante la dictadura militar encabezada por Augusto Pinochet.
La fecha congrega a personas que se manifiestan para repudiar los crímenes cometidos durante la dictadura militar y exigir verdad y justicia por las violaciones de los derechos humanos perpetradas por los organismos del Estado durante dicha época. Aunque el epicentro tradicional de estas manifestaciones es la Villa Francia, en Estación Central, comuna donde vivía la familia Vergara Toledo y que posee una historia de resistencia ciudadana durante la última década de la dictadura, las concentraciones se replican en diversos puntos de la capital chilena y de otras ciudades del país.
Debido a los desórdenes que se desarrollan en dicha fecha, sus detractores han aludido a esta como el «Día del joven delincuente».

## Historia

### Antecedentes
La familia Vergara Toledo —formada por Manuel Vergara, Luisa Toledo y sus hijos Pablo, Eduardo, Rafael y Ana— vivía en avenida 5 de Abril con 7 de Octubre, en la Villa José Cardijn, en Estación Central. Debido a su compromiso con la organización poblacional y trabajadora, sumado a que el sector se destacaba por la unidad y acción de sus pobladores, eran constantemente vigilados y hostigados por agentes del Estado durante la dictadura militar.

### Acontecimientos

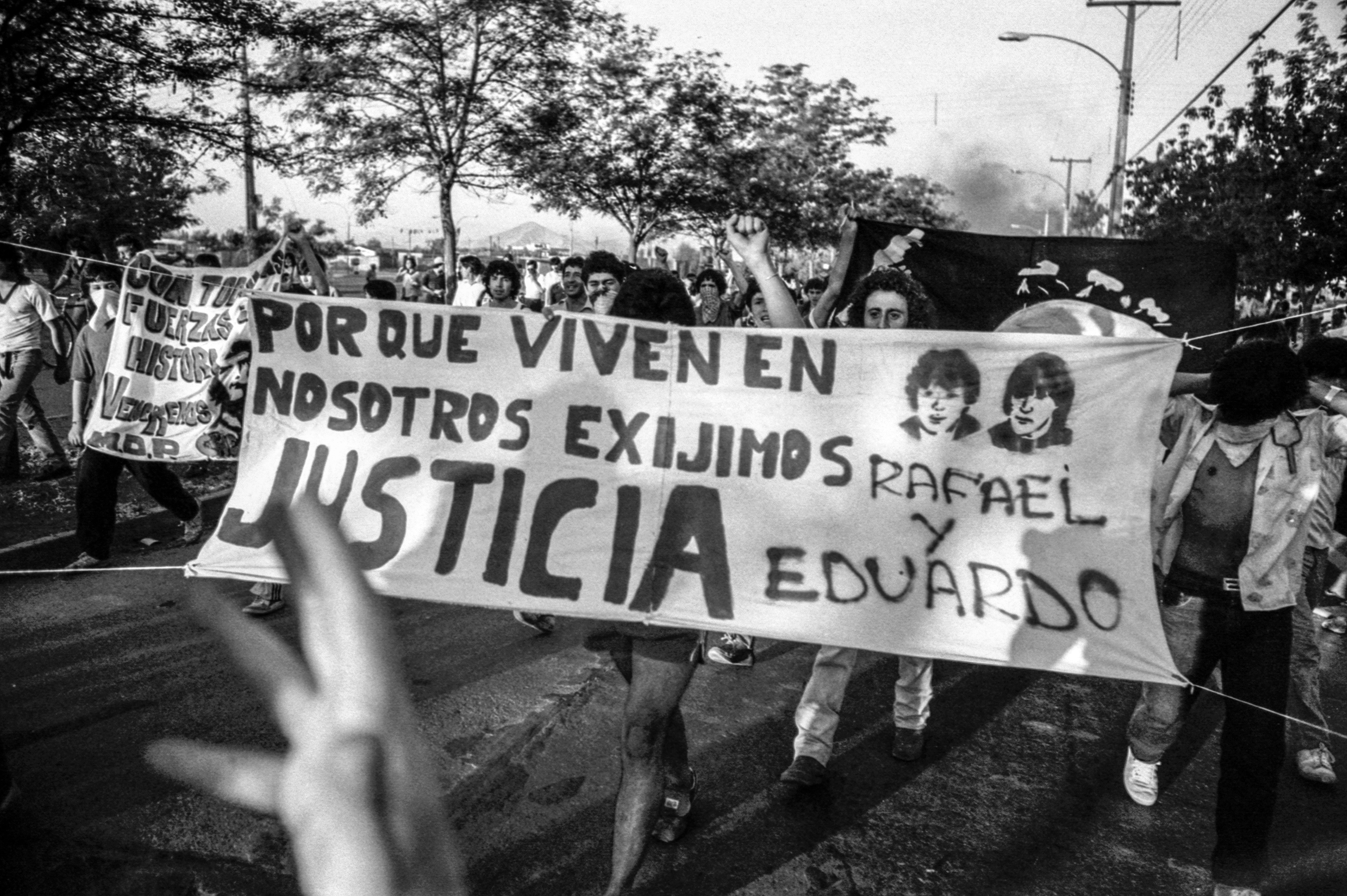
Jóvenes exigen justicia por el asesinato de los hermanos Vergara Toledo (Villa Francia, Santiago, octubre de 1985). Fotografía de Paulo Slachevsky

Al anochecer del viernes 29 de marzo de 1985, los hermanos Eduardo (20) y Rafael (18) Vergara Toledo —militantes del Movimiento de Izquierda Revolucionaria (MIR) que habían sido expulsados del Pedagógico y del Liceo de Aplicación, respectivamente— y otros cuatro miristas, dos hombres y dos mujeres, se dirigieron a una panadería local para asaltarla «con el objetivo de extraer fondos para financiar la lucha contra el gobierno militar». De camino al almacén, un grupo de carabineros —compuesto por el subteniente Álex Ambler Hinojosa, Jorge Marín Jiménez, Marcelo Muñoz Cifuentes y Nelson Toledo Puente—, que realizaba un operativo en la intersección de las avenidas Las Rejas y 5 de Abril, los interceptó; los hermanos Vergara Toledo huyeron y fueron alcanzados en un callejón de la Villa Robert Kennedy, donde fueron asesinados.
Se señaló por la prensa que los hermanos habrían disparado en variadas oportunidades en contra de los carabineros, quienes habrían procedido a dispararles en defensa propia. Sin embargo, y como consta en la carta recibida por el general director de Carabineros Rodolfo Stange Oelkers, esta información resultaba confusa y contradictoria, no coincidiendo respecto del lugar concreto de los hechos, la situación en que se habría producido, ni en el tipo de enfrentamiento ocurrido. Con estos antecedentes, se planteó la hipótesis de que estos jóvenes habían sido asesinados por motivos políticos. Al respecto, en su informe oficial la Comisión Nacional de Verdad y Reconciliación (más conocida como «Comisión Rettig») concluyó: 

La Comisión ha llegado a la convicción de que Rafael Vergara fue ejecutado por agentes estatales, estando ya herido y en poder de quienes lo mataron, en violación de sus derechos humanos. Respecto de su hermano, Eduardo Vergara, no pudiendo la Comisión determinar las circunstancias precisas en que se produjo el enfrentamiento ni la participación que él hubiera tenido, considera que pereció víctima de la situación de violencia política.
Informe Rettig, 1991.

Entre la información confirmada, consta que los hermanos Vergara Toledo fueron perseguidos e intentaron huir por las calles de Estación Central. Posteriormente fueron interceptados y acorralados, y a la altura de las avenidas Las Rejas con 5 de Abril, fueron acribillados por carabineros armados con un fusil SIG 510-4, una subametralladora Uzi y sus armas de servicio. De acuerdo a los peritajes, Eduardo Vergara Toledo murió con heridas que corresponden a disparos por la espalda y el costado izquierdo. Según la investigación judicial y la de la comisión ya referida, Rafael Vergara Toledo habría resultado herido, y ejecutado momentos más tarde por sus captores. Los cuerpos de ambos hermanos fueron abandonados en la vía pública.
El 16 de mayo de 2008, el ministro en visita Carlos Gajardo dictó condenas por homicidio para los exuniformados, lo que fue apelado; actualmente los acusados se encuentran en libertad bajo fianza.[cita requerida]

## Conmemoración

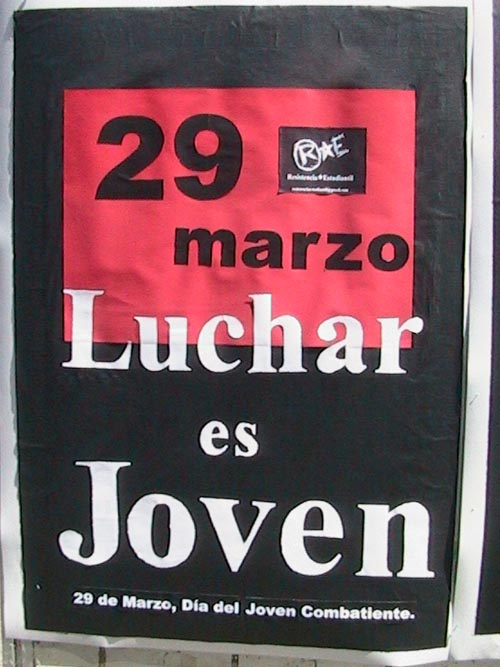
Afiche del Día del joven combatiente

La dirección del MIR determinó conmemorar el «Día del joven combatiente» el 29 de marzo en honor a los hermanos Vergara Toledo. Esta fecha representaría en general a los jóvenes de la resistencia durante los años 1980, con un matiz distinto a la conmemoración de las víctimas durante los primeros años de la dictadura militar. Actualmente, la fecha es conmemorada espontáneamente por diversos grupos, muchos de ellos no vinculados al MIR.
En marzo de 2008, la conmemoración fue precedida por diversas amenazas de bombas, principalmente en la capital chilena. La primera se registró en los Tribunales de Justicia, que terminó siendo falsa. Las siguientes ocurrieron en el bulevar del centro comercial Parque Arauco el día 14, en una sucursal del Banco BCI el día 18, cuando se activó efectivamente un explosivo de bajo poder sin producir daños a personas; y en el canal de televisión Chilevisión el día 19. A esto se sumaron algunos buses de la locomoción colectiva (micros amarillas hasta 2007, Transantiago desde 2007 hasta 2019, y Red desde entonces).
En marzo de 2015, durante la conmemoración, el carabinero Alejandro Gálvez Gálvez falleció tras recibir un proyectil en el cuello mientras realizaba un operativo en la población La Victoria en la comuna de Pedro Aguirre Cerda.

## Críticas
Los detractores de la conmemoración de este día argumentan que cada año se producen manifestaciones, protestas, desórdenes y enfrentamientos violentos con la policía en diversas poblaciones de Santiago y en otros lugares del país, así como en algunas universidades, con detenciones masivas de los manifestantes, muchos de ellos encapuchados, que realizan actos vandálicos como barricadas, incendios, saqueos, tiroteos y otros incidentes en la vía pública. Debido a lo anterior, varios de los detractores a esta fecha la han denominado como «Día del joven delincuente».